# Hispoleptis elaeidis
Hispoleptis elaeidis là một loài bọ cánh cứng trong họ Chrysomelidae. Loài này được Aslam miêu tả khoa học năm 1965.